# Miguel Lorenzo Torres
Miguel Lorenzo Torres (Pontevedra, España, 24 de septiembre de 1961) es un abogado y político español, presidente del Partido Popular de La Coruña.

## Biografía
Es licenciado en Derecho por la Universidad de Santiago de Compostela y cuenta con una larga trayectoria en el ejercicio de la abogacía, siendo también profesor en la Universidad de La Coruña, dentro de la Escuela de Relaciones Laborales, así como en el Máster de Acceso a la Abogacía.
Su vida laboral comienza en el Teatro Real de Madrid hasta que en 1987 se establece en La Coruña, donde se colegia como abogado. Ya en esos años comienza su labor social en la ciudad herculina, haciéndose voluntario de la Institución Benéfico Social Padre Rubinos, donde terminaría formando parte de su Junta Directiva. También, en el ámbito del ejercicio de la abogacía, fue miembro de la Junta Directiva del Colegio de Abogados de La Coruña.
Es en 2007 cuando da el salto a la política local, siendo elegido concejal del Ayuntamiento de La Coruña en las elecciones municipales del mismo año. Tras la victoria electoral de su partido en las elecciones de 2011, en las que el Partido Popular se hizo por primera vez con el gobierno municipal, pasa a ocupar el puesto de concejal de Servicios Sociales e Igualdad.
A pesar del resultado de su partido en las elecciones municipales de 2015, cuya mayoría no les permite revalidar la alcaldía de la ciudad, vuelve a ser elegido concejal, desempeñando sus funciones desde la oposición. Meses más tarde se presenta como cabeza de lista al Congreso de los Diputados en la candidatura del Partido Popular por la provincia de La Coruña, lo que le convierte en diputado a las Cortes Generales, ocupando su escaño en las XI y XII legislaturas.
En abril de 2019 se presenta a los comicios como cabeza de lista al Senado por su provincia, siendo elegido senador en las XIII y XIV legislaturas. En la Cámara Alta marca su agenda política dentro del ámbito de la discapacidad, así como del audiovisual, el cine y la cultura, convirtiéndose en vicepresidente de la Comisión de Cultura y portavoz del Partido Popular en la misma, desde la que pudo continuar su labor en la elaboración del Estatuto del Artista, que ya había comenzado durante su etapa como diputado. 
El 15 de julio de 2022 es elegido presidente del Partido Popular de La Coruña durante la celebración del XIV Congreso Local, recibiendo su candidatura un 92 % de los votos emitidos. Quince días después su partido lo propone de forma oficial como candidato a la alcaldía de La Coruña.
Después de tres años, el 8 de septiembre de 2022 regresa al pleno municipal de María Pita, ocupando su cargo de concejal, convirtiéndose así en el líder de la oposición y portavoz del Grupo Popular en el Ayuntamiento de La Coruña.

## Vida personal
Es el menor de cuatro hermanos: Gerardo, empresario; José Manuel, productor audiovisual y Francis, actor y presentador.